# Sandjak (gebiedsnaam)
Een sandjak of sanjak (Turks: sancak) was een bestuurlijke eenheid in het Ottomaanse Rijk. Het woord betekent in het Turks vlag of vaandel. De sandjaks waren onderverdelingen van provincies, die vilajet (Turks: vilayet) genoemd werden. 
De aanduiding sandjak leeft voort in de naam van de Sandžak in Servië en Montenegro, dat van oorsprong zo'n Ottomaans district was.